# ترفیع تو
« ترفیعِ تو» (به انگلیسی: Upgrade U) ترانه‌ای از هنرمند اهل ایالات متحده آمریکا بیانسه، جی-زی است. این ترانه در آلبوم زادروز (آلبوم بیانسه) قرار داشت.